# Mesyatsia makartchenkoi
Mesyatsia makartchenkoi is een steenvlieg uit de familie vroege steenvliegen (Taeniopterygidae). De wetenschappelijke naam van de soort is voor het eerst geldig gepubliceerd in 1992 door Teslenko & Zhiltzova.